# Perizoma pravata
Perizoma pravata là một loài bướm đêm trong họ Geometridae.